# Mistrzostwa Europy w Lekkoatletyce 1971 – bieg na 200 m mężczyzn

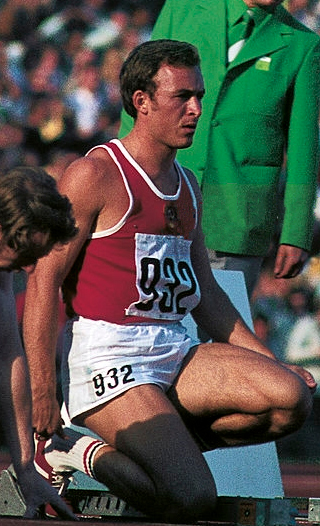
Wałerij Borzow

Bieg na dystansie 200 metrów mężczyzn był jedną z konkurencji rozgrywanych podczas X Mistrzostw Europy w Helsinkach. Biegi eliminacyjne i półfinałowe zostały rozegrane 12 sierpnia, a bieg finałowy 13 sierpnia 1971 roku. Zwycięzcą tej konkurencji został reprezentant Związku Radzieckiego Wałerij Borzow. W rywalizacji wzięło udział dwudziestu ośmiu zawodników z osiemnastu reprezentacji.

## Rekordy
| Rekord świata     | Tommie Smith (USA)   | 19,8  | Meksyk, Meksyk | 16.10.1968 |
| Rekord Europy     | Wałerij Borzow (SUN) | 20,2  | Moskwa, ZSRR   | 18.07.1971 |
| Rekord mistrzostw | Philippe Clerc (SUI) | 20,70 | Ateny, Grecja  | 20.09.1969 |

## Wyniki

### Eliminacje
Bieg 1
| Miejsce | Zawodnik               | Czas  | Uwagi |
| ------- | ---------------------- | ----- | ----- |
| 1       | Franz-Peter Hofmeister | 20,92 | Q     |
| 2       | Jörg Pfeifer           | 21,35 | Q     |
| 3       | Zenon Nowosz           | 21,47 | Q     |
| 4       | Aleksiej Czebykin      | 21,58 | Q     |
| 5       | José Luis Sánchez      | 21,60 |       |
| 6       | Ladislav Kříž          | 21,71 |       |
| 7       | Bjarni Stefánsson      | 21,97 |       |

Bieg 2
| Miejsce | Zawodnik           | Czas  | Uwagi |
| ------- | ------------------ | ----- | ----- |
| 1       | Aleksandr Żydkich  | 21,35 | Q     |
| 2       | Charles Ducasse    | 21,40 | Q     |
| 3       | Philippe Clerc     | 21,53 | Q     |
| 4       | Luděk Bohman       | 21,61 | Q     |
| 5       | Jean-Pierre Borlée | 21,68 |       |
| 6       | Ertuğrul Oğulbolan | 22,1  |       |

Bieg 3
| Miejsce | Zawodnik           | Czas  | Uwagi |
| ------- | ------------------ | ----- | ----- |
| 1       | Gérard Fenouil     | 21,14 | Q     |
| 2       | Pietro Mennea      | 21,20 | Q     |
| 3       | Siegfried Schenke  | 21,32 | Q     |
| 4       | Reto Diezi         | 21,47 | Q     |
| 5       | Karl Honz          | 21,52 |       |
| 6       | Ossi Karttunen     | 21,64 |       |
| 7       | Predrag Križan     | 21,87 |       |
| 8       | Alexandru Munteanu | 22,11 |       |

Bieg 4
| Miejsce | Zawodnik             | Czas  | Uwagi |
| ------- | -------------------- | ----- | ----- |
| 1       | Wałerij Borzow       | 21,16 | Q     |
| 2       | Joseph Arame         | 21,44 | Q     |
| 3       | Jiří Kynos           | 21,54 | Q     |
| 4       | Luis Sarría          | 21,56 | Q     |
| 5       | Søren Viggo Pedersen | 21,69 |       |
| 6       | Martin Reynolds      | 21,71 |       |
| 7       | Bo Söderberg         | 21,91 |       |

### Półfinały
Półfinał 1
| Miejsce | Zawodnik               | Czas  | Uwagi |
| ------- | ---------------------- | ----- | ----- |
| 1       | Wałerij Borzow         | 20,86 | Q     |
| 2       | Franz-Peter Hofmeister | 20,93 | Q     |
| 3       | Aleksandr Żydkich      | 21,04 | Q     |
| 4       | Siegfried Schenke      | 21,21 | Q     |
| 5       | Luis Sarría            | 21,35 |       |
| 6       | Joseph Arame           | 21,43 |       |
| 7       | Reto Diezi             | 21,53 |       |
| 8       | Jiří Kynos             | 21,54 |       |

Półfinał 2
| Miejsce | Zawodnik          | Czas  | Uwagi |
| ------- | ----------------- | ----- | ----- |
| 1       | Gérard Fenouil    | 21,15 | Q     |
| 2       | Pietro Mennea     | 21,23 | Q     |
| 3       | Philippe Clerc    | 21,25 | Q     |
| 4       | Jörg Pfeifer      | 21,29 | Q     |
| 5       | Luděk Bohman      | 21,37 |       |
| 6       | Charles Ducasse   | 21,40 |       |
| 7       | Aleksiej Czebykin | 21,45 |       |
| 8       | Zenon Nowosz      | 21,56 |       |

### Finał
| Miejsce | Zawodnik               | Czas  | Uwagi |
| ------- | ---------------------- | ----- | ----- |
| 1       | Wałerij Borzow         | 20,31 | CR    |
| 2       | Franz-Peter Hofmeister | 20,71 |       |
| 3       | Jörg Pfeifer           | 20,73 |       |
| 4       | Siegfried Schenke      | 20,74 |       |
| 5       | Philippe Clerc         | 20,86 |       |
| 6       | Pietro Mennea          | 20,88 |       |
| 7       | Gérard Fenouil         | 20,92 |       |
| 8       | Aleksandr Żydkich      | 21,23 |       |